# Aura (distrikt i Etiopien)
Aura är ett distrikt i Etiopien. Det ligger i den norra delen av landet, 400 km nordost om huvudstaden Addis Abeba.